# Auguste Rivière
Pour les articles homonymes, voir Auguste Louis Jean-Baptiste Rivière.
 (février 2018).
Si vous disposez d'ouvrages ou d'articles de référence ou si vous connaissez des sites web de qualité traitant du thème abordé ici, merci de compléter l'article en donnant les références utiles à sa vérifiabilité et en les liant à la section « Notes et références ».
Marie Auguste Rivière est un agronome, professeur d'arboriculture, horticulteur et pomologue français, né le 8 janvier 1821 à Grenoble et mort le 14 avril 1877 à Paris.
Il a été jardinier en chef du jardin du Luxembourg à Paris, puis du jardin du Hamma à Alger.
Il a laissé un Traité d'arboriculture fruitière, publié et enrichi en 1928, par son fils Gustave Rivière.

## Biographie

### Origine
Gustave Rivière appartient à une famille d'horticulteurs. Son père était jardinier en chef au château de Chantilly; l'un de ses  oncles par alliance, Dever, possédait un établissement d'horticulture ; un autre, Lhomme était jardinier-chef du jardin du Luxembourg.

### Parcours
Il entre d'abord chez son oncle Dever, chez qui il fit son éducation horticole. Il passe ensuite, le 1er avril 1837, au jardin de la faculté de médecine de Paris qu'il ne devait plus quitter jusqu'en 1868. Il opère d'abord  comme garçon jardinier, puis comme aide et finalement comme successeur de son oncle.
Il y développe son instruction horticole et botanique. Il comble aussi en majeure partie les lacunes de son éducation scolaire. Sa progression est telle qu'en 1877 le rédacteur en chef du Gardeners Chronicle indique que « M. Rivière savait qu'une plante est un sujet à étudier et non pas uniquement à cultiver. »

### Jardin du Luxembourg
En juin 1859, il est nommé jardinier en chef du Luxembourg où, dès les années suivantes, il continue le cours public et pratique d'Arboriculture qu'avait créé, et professé avant lui, pendant de longues années Hardy père.  Il trouva de précieuses collections déjà formées et d'autres en voie de formation; et étudia avec passion et conserva religieusement les premières, notamment celle des arbres fruitiers, celle des rosiers et celle des vignes, dont il rédigea et publia un catalogue ; il compléta les autres, surtout celle des orchidées, que Lhomme, aidé  par son neveu, était parvenu à créer, dans le jardin de la faculté de médecine, sans ressources et presque sans serres. Il en forma de nouvelles, entre autres une de Broméliacées, à laquelle il sut donner bientôt une grande importance. 
Malheureusement ces précieux sujets d'étude ne devaient pas rester longtemps réunis et, en 1866, toutes les collections de plein air, qui occupaient le vaste enclos de la pépinière, étaient dispersées en vue de spéculations de terrains. Le Luxembourg, amoindri et mutilé, ne suffisait plus à son activité, bien que, par une sorte de compensation, les serres y prirent une notable extension.

### Jardin du Hamma et Société générale algérienne
Durant son voyage en Algérie en 1865 Napoléon III visite le jardin d'essai et, fin 1867, en concède la gestion à la toute jeune Société générale algérienne, dirigée par Paulin Talabot et Louis Frémy. Auguste Hardy cède la place et Auguste Rivière devient directeur du jardin qui s'étend alors sur un quadrilatère d'une superficie d'environ 70 ha : les trois allées longitudinales, longues de 410 m sont plantées de palmiers, dattiers, platanes, Dracaena et Ficus ; les allées transversales, longues d'environ 345 m sont composées de bambous, Chamaerops et lataniers,. La Société générale vend à très bon marché des plantes utiles et d'ornement d'origine européenne destinées à être répandues dans la colonie et dont elle distribue un premier catalogue dès 1869.
Le jardin du Hamma est pour Rivière un immense champ d'expériences sur lequel tous les essais ont pu être faits, sur lequel aussi de nombreuses tentatives, ont abouti à tout autant de succès.
Le jardin devient sous sa direction,pour la Société générale d'Algérie la source de bénéfices importants. Il y trouve notamment les moyens d'effectuer des plantations en grand de l''Eucalyptus globulus, qui va permettre de couvrir de vastes surfaces insalubres ou incultes, comme Auguste Rivière le fait le premier dans les parties desséchées du lac de Fetzara et dans les grandes plaines de l'Habra.

## Quelques publications
- Observations sur la fécondation et la germination des orchidées, à l'occasion d'un loelia hybride présenté en fleurs, le 24 août 1865, par M. Aug. Rivière, 1866.
- Les Fougères, 1867 (avec d'autres auteurs) - traité sur les fougères.
- Catalogue des végétaux et graines disponibles et mis en vente au Jardin d'essai (au Hamma, près Alger (Algérie), 1869.
- Le Jardin du Hamma et la Société générale algérienne, 1872.
- Les bambous : végétation, culture, multiplication en Europe, en Algérie et généralement dans tout le bassin méditerranéen nord de l'Afrique, Maroc, Tunisie, Égypte, 1878[6],[7].
- Traité d'arboriculture fruitière par feu Auguste Rivière,; considérablement augmenté et publié par Gustave Rivière, Villefranche : Imprimerie du Réveil du Beaujolais, 1928